# دانشکده داروسازی ایران
دانشکده داروسازی دانشگاه علوم پزشکی ایران یکی از دانشکده‌های داروسازی ایران وابسته به دانشگاه علوم پزشکی ایران در تهران است.

## تاریخچه
دانشکده داروسازی ایران در سال ۱۳۹۴ بنیانگذاری شد. هم‌اکنون ریاست این دانشکده را مجید داوری برعهده دارد.